# عثمان سمبن
عثمان سمبن (به فرانسوی: Ousmane Sembène) ‏(۱ ژانویه ۱۹۲۳ — ۹ ژوئن ۲۰۰۷)‏ نویسنده، بازیگر، نمایش‌نامه نویس و کارگردان سنگالی‌تبار فرانسوی بود.
عثمان سمبن - متولد ۱۹۲۳ در «زینگوئینکور» سنگال - نام آورترین فیلمساز قاره آفریقا، و زبان کویای سینماگران و هنرمندان این قاره است. او در جنگ جهانی دوم به عنوان سرباز در ارتش فرانسه جنگید و پس از آن مدتی در فرانسه اقامت داشت و به کارهایی در بارانداز بندر مارسی می‌پرداخت و در عین حال نویسندگی می‌کرد. چند رمان و مجموعه داستان او تاکنون به چاپ رسیده و در زمره نویسندگان بزرگ آفریقا نیز به‌شمار می‌رود سمبن، زیاد به سفر می‌رود و از جمله مدتی در اوائل دهه ۶۰ در شوروی کارهای تحقیقاتی می‌کرد. او از ماهیگیری و بنایی و حمالی به نویسندگی و سپس به سینماگری روی آورد. عثمان سمبن از معدود فیلمسازان آفریقایی است که فیلم‌هایش در آمریکا و اروپا به نمایش در می‌آید و با استقبال روبرو می‌شود. او اولین فیلمش را در سال ساخت. ضمناً باید گفت که عثمان سمبن در سال ۱۹۸۲ کارگردانی یک محصول مشترک سنگال و آلمان فدرال را به عهده گرفت